# Solitude (album de The The)
Pour les articles homonymes, voir Solitude (homonymie).
Albums de The The
Dusk
(1993) Hanky Panky
(1995)
Solitude est une compilation de The The, sortie en 1993 uniquement aux États-Unis.
L'album comprend deux EPs, Disinfected et Shades of Blue, ainsi qu'un remix de The Violence of Truth.

## Liste des titres
| No | Titre                            | Durée |
| -- | -------------------------------- | ----- |
| 1. | That Was the Day                 | 4:00  |
| 2. | Dis-Infected                     | 5:27  |
| 3. | Jealous of Youth                 | 4:19  |
| 4. | The Violence of Truth (Remix)    | 5:31  |
| 5. | Helpline Operator (Sick Boy Mix) | 5:02  |
| 6. | Another Boy Drowning (Live)      | 6:06  |
| 7. | Solitude                         | 2:42  |
| 8. | Dolphins                         | 3:41  |
| 9. | Dogs of Lust (Germicide Mix)     | 3:08  |